# Beat-Club
Der Beat-Club fue un programa musical de televisión, exhibido entre septiembre de 1965 y diciembre de 1972. Era transmitido desde Bremen, Alemania, por Erstes Deutsches Fernsehen (Das Erste), la primera cadena de la televisión nacional pública, y producido por miembros de Radio Bremen. Más tarde fue coproducido por WDR Network desde el episodio número 38.
Fue el primer programa alemán de televisión basado en la música popular, y presentó artistas de la talla de The Beatles, Rolling Stones, Led Zeppelin, Jimi Hendrix, Deep Purple, Black Sabbath, Blue Cheer, Jethro Tull, The Bee Gees, Yes, King Crimson y The Who entre otros.
En 1972, fue reemplazado por el programa Musikladen.
Se han hecho colecciones en DVD del programa.

## Historia
Beat-Club fue creado por Gerhard Augustin y Mike Leckebusch. El primer capítulo se estrenó el 25 de septiembre de 1965, y fue presentado por el propio Augustin junto a Uschi Nerke.
La estrella de la TV alemana Wilhelm Wieben abrió el show con un escueto "Buenos días queridos amigos del Beat. El momento ha llegado. En unos cuantos segundos comenzaremos el primer show de televisión en Alemania hecho especialmente para ustedes. Y a ustedes, Señoras y Señores que no gustan de la música rock, les pedimos que entiendan: este es un show en vivo para gente joven..." Después de ocho episodios, Augustin fue despedido de su rol de presentador, siendo reemplazado por Dave Lee Travis.
Los episodios iniciales abarcaron presentaciones en vivo hechas delante de un muro de ladrillos. Esta escenografía se cambió en 1967 por otra de apariencia más profesional, con fondos de colores y los nombres de las bandas. También en ese año, un conjunto de jóvenes bailarinas, las "Go-Go-Girls", fue introducido para bailar las canciones cuando sus intérpretes no pudieran presentarse.
A comienzos de 1969, Dave Lee Travis fue reemplazado por Dave Dee, cantante de la banda británica Dave Dee, Dozy, Beaky, Mick & Tich. El 31 de diciembre de 1969, Beat-Club se adaptó a la televisión en color, también con presentaciones en vivo. Dee renunció en 1970, quedando la presentadora Nerke a la cabeza del programa.

## Lista de invitados
The move
| - Grateful Dead - Traffic - Sam & Dave - The Rolling Stones - Gerry & the Pacemakers - The Remo Four - The Overlanders - Sandie Shaw - The Pretty Things - The Who - The Hollies - The Walker Brothers - The Lovin' Spoonful - The Monks - The Moody Blues - Sonny & Cher - The Smoke - Manfred Mann - Peter & Gordon - The Ramsey Lewis Trio - Simon & Garfunkel - Tommy James & the Shondells - David Byron - Jacques Dutronc - The Easybeats - Paul Jones - The Animals - Wilson Pickett - Twice As Much - Percy Sledge - The Equals - Cream - Geno Washington - Pacific Gas & Electric - The Jimi Hendrix Experience - The Dave Clark Five - Julie Felix - Jimmy Cliff - Eddie Floyd - Small Faces - The Bee Gees - The Kinks | - Marquis of Kensington - Cat Stevens - The Herd - The Troggs - Chris Farlowe - Dave Davies - Scott McKenzie - Keith West - The Family Dogg - Alan Price Set - The Fortunes - Vanilla Fudge - Barry Mason - The Flower Pot Men - Johnny Young - Billy Nicholls - Bonzo Dog Band - Carla Thomas - Long John Baldry - Procol Harum - Paul & Barry Ryan - B.B. King - Nirvana - Amen Corner - Georgie Fame - David McWilliams - Arthur Conley - Gene Pitney - The Move - Julie Driscoll - Brian Auger Trinity - Reparata and the Delrons - Madeline Bell - The Association - P.J. Proby - Unit 4 + 2 - Tim Rose - Arthur Brown - Bruce Channel - Ben E. King - The Nice | - Status Quo - Canned Heat - Leapy Lee - The Merseybeats - Love Affair - Grapefruit - Harry Nilsson - The Yardbirds - Dave Dee, Dozy, Beaky, Mick & Tich - Spooky Tooth - Blue Cheer - James Brown - The Foundations - Simon Dupree and the Big Sound - Billie Davis - Joe Cocker - Marmalade - The Beach Boys - 1910 Fruitgum Company - The Ohio Express - Donovan - The Tremeloes - Love Sculpture - The Searchers - Sly & the Family Stone - The Rascals - Marv Johnson - Melanie - Creedence Clearwater Revival - Peter Sarstedt - Les Reed - Moby Grape - Paul Williams Set - Clodagh Rodgers - Steppenwolf - Paul Revere & The Raiders - Colosseum - Fleetwood Mac - Joe South | - Mary Hopkin - P. P. Arnold - Caravan - Richie Havens - Three Dog Night - Keef Hartley - Robin Gibb - Zager and Evans - Thunderclap Newman - The Plastic Ono Band - Deep Purple - Jimmy Ruffin - Humble Pie - Steamhammer - Blodwyn Pig - Ten Years After - Chicken Shack - Yes - Delaney & Bonnie - Man - Champion Jack Dupree - Terry Reid - Chicago - Free - John Mayall - Jethro Tull - Bobbie Gentry - Arlo Guthrie - Badfinger - Jackie Lomax - Mott the Hoople - Led Zeppelin - Edgar Broughton Band - Ginger Baker's Air Force - Bill Clifton - Kraftwerk - Alice Cooper - Santana - The Doors |